# Мухсинзаде Мехмед-паша
Мухсинзаде́ Мехме́д-паша (тур. Muhsinzade Mehmed Paşa; ок. 1704 — 4 августа 1774) — османский государственный деятель, два раза занимал пост великого визиря (30 марта 1765 — 7 августа 1768, 28 ноября 1771 — 4 августа 1774). Сын великого визиря Мухсинзаде Абдуллы-паши. Супруг Эсмы-султан, дочери султана Ахмеда III.

## Биография
Мухсинзаде Мехмед-паша был сыном великого визиря Мухсинзаде Абдуллы-паши. Согласно «Исламской энциклопедии» дата рождения Мехмеда-паши датирована примерно 1704 годом. О его молодых годах не сохранилось никаких сведений, но известно, что Мехмед-паша занимал должность капыджи-баши (глава дворцовых привратников), а позже был назначен стражем Бендер. В 1737 году Мехмед-паша был назначен капыджи-кетхудасы (должность равная церемонийместеру), а в 1738 году был назначен губернатором Мараша в ранге визиря.
Мухсинзаде Мехмед-паша занимал должности губернатора Лепанто, Бендер и Мараша; в марте 1747 года был назначен губернатором Аданы. В последующие годы Мехмед-паша занимал посты губернатора Очакова (1749, 1756), Хотина и мухафиза (стража) Хотина, Лепанто, Эвбеи и Никополя. В июне 1758 года Мехмед-паша вернулся в Стамбул, где был назначен сначала на должность губернатора Алеппо, а в 1759 году губернатором Анатолии. В последующие годы Мехмед-паша был губернатором Боснии (1760–1762, 1763), Румелии (1762, 1763–1765). 
30 марта 1765 года после увольнения великого визиря Чорлулу Бахира Мустафы-паши Мухсинзаде Мехмед-паша был назначен на эту государственную должность. Этот период в целом был мирный, но в Румелии и Анатолии между представителями местной знати шла ожесточённая борьба за власть и влияние в регионе. Мехмед-паша рассылал в провинции указы, чтобы держать ситуацию под контролем. Мехмед-паша выступал против войны с Российской империей. Его позиция была связана с тем, что Мехмед-паша считал, что крепости в Румелии в очень плохом состоянии. Султан Мустафа III и некоторые государственные деятели выступали за войну и мирная позиция Мехмеда-паши была воспринята как его слабость. 
7 августа 1768 года Мухсинзаде Мехмед-паша был уволен с поста великого визиря. После увольнения Мехмед-паша уехал на Тенедос, а затем в сентябре 1768 года был сослан на Родос. После начала войны с Российской империей Мехмед-паша 20 июля 1769 года был назначен стражем Анаболу. Во время Пелопонесского восстания Мехмед-паша рассылал письма военачальникам с просьбой о помощи в подавлении восстания. В должности сераскера Мореи Мехмед-паша участвовал в подавлении восстания и нанес поражение весной 1770 года в битве при Триполице греческим повстанцам, которых поддерживал отряд около 600 русских солдат. После подавления восстания Мехмед-паша был назначен сераскером Румелии и в декабре 1770 года в третий раз стал губернатором Боснии. Позже он был назначен сераскером Видина, Молдавии и Валахии.
28 ноября 1771 года Мухсинзаде Мехмед-паша был назначен на должность великого визиря во второй раз. Понимая, что у Османской империи военных сил недостаточно, Мехмед-паша решил заключить мир с Российской империей. 30 мая 1772 года было подписано четырёхмесячное перемирие, но попытка заключения мира была прервана из-за того, что Россия выдвинула тяжелые условия с требованием уступить Керчь, Еникале, Крым и Кинбурн. Попытка заключения мира в Стамбуле была встречена сопротивлением со стороны улемов и военные действия возобновились в марте 1773 года. Новая военная кампания обернулась провалом для ослабленной и истощённой османской армии. У Османской империи не осталось другого выбора, как заключить мир на условиях Российской империи. 21 июля 1774 года был подписан Кючук-Кайнарджийский мир, но из-за болезни Мехмед-паша в переговорах не участвовал.
Скончался после тяжёлой болезни 4 августа 1774 года по пути к городу Карнобат. После погребения в Карнобате его тело было отправлено в Эдирне, где было похоронено на кладбище Эскиками. Спустя 10 дней тело Мехмеда-паши по просьбе его вдовы Эсмы-султан было извлечено из могилы и отправлено в Стамбул, где было похоронено на Эюпском кладбище.